# Fingerprint File
 (octobre 2022).
La mise en forme du texte ne suit pas les recommandations de Wikipédia : il faut le « wikifier ».
Les points d'amélioration suivants sont les cas les plus fréquents. Le détail des points à revoir est peut-être précisé sur la page de discussion.
- Les titres sont pré-formatés par le logiciel. Ils ne sont ni en capitales, ni en gras.
- Le texte ne doit pas être écrit en capitales (les noms de famille non plus), ni en gras, ni en italique, ni en « petit »…
- Le gras n'est utilisé que pour surligner le titre de l'article dans l'introduction, une seule fois.
- L'italique est rarement utilisé : mots en langue étrangère, titres d'œuvres, noms de bateaux, etc.
- Les citations ne sont pas en italique mais en corps de texte normal. Elles sont entourées par des guillemets français : « et ».
- Les listes à puces sont à éviter, des paragraphes rédigés étant largement préférés. Les tableaux sont à réserver à la présentation de données structurées (résultats, etc.).
- Les appels de note de bas de page (petits chiffres en exposant, introduits par l'outil «  Source ») sont à placer entre la fin de phrase et le point final[comme ça].
- Les liens internes (vers d'autres articles de Wikipédia) sont à choisir avec parcimonie. Créez des liens vers des articles approfondissant le sujet. Les termes génériques sans rapport avec le sujet sont à éviter, ainsi que les répétitions de liens vers un même terme.
- Les liens externes sont à placer uniquement dans une section « Liens externes », à la fin de l'article. Ces liens sont à choisir avec parcimonie suivant les règles définies. Si un lien sert de source à l'article, son insertion dans le texte est à faire par les notes de bas de page.
- La présentation des références doit suivre les conventions bibliographiques. Il est recommandé d'utiliser les modèles {{Ouvrage}}, {{Chapitre}}, {{Article}}, {{Lien web}} et/ou {{Bibliographie}}. Le mode d'édition visuel peut mettre en forme automatiquement les références.
- Insérer une infobox (cadre d'informations à droite) n'est pas obligatoire pour parachever la mise en page.

Pour une aide détaillée, merci de consulter Aide:Wikification.
Si vous pensez que ces points ont été résolus, vous pouvez retirer ce bandeau et améliorer la mise en forme d'un autre article.
Pistes de It's Only Rock 'n Roll
Short and Curlies
(9)
Fingerprint File est une chanson du groupe de rock britannique The Rolling Stones parue sur l'album It's Only Rock 'n Roll en 1974. Elle est écrite et composée par Mick Jagger et Keith Richards.

## Enregistrement
L'enregistrement de Fingerprint File a commencé aux studios Musicland à Munich en novembre 1973. Il s'est poursuivi plus tard au domicile de Jagger à Newbury au Royaume-Uni en utilisant leur studio mobile et s'est terminé aux Island Recording Studios à Londres,.
Les ingrédients clés de la chanson sont la guitare rythmique jouée par Mick Jagger, qui présente un phasing lourd dû à l'utilisation de la pédale d'effets MXR Phase 100, et la basse très orientée jazz/funk jouée par Mick Taylor. Keith Richards utilise la pédale wah-wah sur sa guitare. Bill Wyman délaisse la basse à Mick Taylor pour jouer du synthétiseur, Charlie Watts est à la batterie, Billy Preston au clavinet et Nicky Hopkins au piano. Charlie Jolly Kunjappu fournit le tabla.

## Analyse artistique
C'est l'une de ses premières tentatives de se diversifier dans la danse ou la musique électronique. La chanson ressemble à la musique de Sly and the Family Stone. Les paroles, similaires à la chanson 1984 de David Bowie sorti la même année sur l'album Diamond Dogs, expriment une frustration face à la surveillance gouvernementale, peut-être inspirée par des rapports d'écoutes téléphoniques par des groupes "radicaux" aux États-Unis pendant la présidence de Richard Nixon (mis en avant lors du scandale du Watergate).

## Parution et postérité
Sur la plupart des versions de It's Only Rock 'n' Roll, Fingerprint File est mastérisée à une vitesse plus rapide que l'enregistrement original. Une réédition japonaise de l'album, sortie en 2011 au format SHM-SACD, propose une version à vitesse corrigée de la chanson, trente secondes de plus que les autres versions.
La chanson a été enregistrée en concert et incluse sur plusieurs albums live, tels que Love You Live de 1977 et L.A. Friday (Live 1975), enregistré lors de la tournée américaine de 1975.

## Personnel
Crédités :
- Mick Jagger: chant, guitare électrique
- Keith Richards: guitare électrique, chœurs
- Mick Taylor: guitare électrique, basse
- Bill Wyman: synthétiseur
- Charlie Watts: batterie
- Billy Preston: clavinet
- Nicky Hopkins: piano
- Charlie Jolly Kunjappu: tabla